# Dolmen von Penker ar Bloaz
Der Dolmen von Penker ar Bloaz liegt in der Cornouaille bei Plomeur, zwischen Penmarch und Loctudy im Département Finistère in der Bretagne in Frankreich. Dolmen ist in Frankreich der Oberbegriff für neolithische Megalithanlagen aller Art (siehe: Französische Nomenklatur).
Der kleine einfache Dolmen (französisch Dolmen simple), dessen Deckenplatte auf zwei dünnen Platten aufliegt, lag einmal unter einem Erdhügel von etwa 50 Meter Durchmesser. Bei der Ausgrabung im Jahre 1879 wurde eine große Vase mit Farndekor gefunden.
Dolmen waren um Plomeur einst zahlreich. Nur sechs weitere sind erhalten: Kerboulen, Kersidal, Kerugou, Lestriguiou, Menez-Lann-Du und Pointe de la Torche.